# Labiale schub

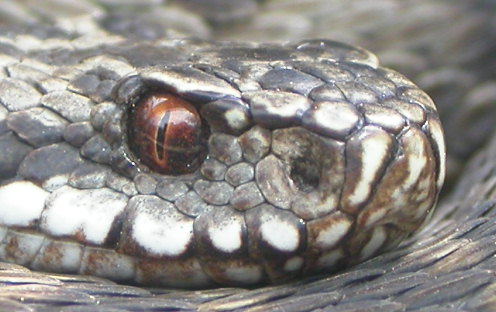
Kop van de adder met duidelijk zichtbare supra- en sublabialen.

De labiale schub is een van de schubben aan de lip (labium). De term wordt gebruikt in de herpetologie om de schubben van reptielen aan te duiden die gelegen zijn aan de kop.
De schubben aan de bovenlip worden de supralabiale schubben genoemd en die aan de onderlip de infralabiale schubben. De rostrale schub, een enkelvoudige schub aan de voorzijde van de bovenkaak, wordt niet tot de labiale schubben gerekend.